# Aung San Suu Kyi
Aung San Suu Kyi (burmesiska:   /àuɴ sʰáɴ sṵ tɕì/), född 19 juni 1945 i Rangoon, är en burmesisk politiker som sedan 6 april 2016 är Myanmars statskansler. Hon är generalsekreterare för Nationella demokratiska förbundet (NLD).
Suu Kyis politiska karriär inleddes i samband med studentprotester och politiska oroligheter 1988. Året efter fängslades hon, och sedan satt hon i husarrest under nästan 15 av de 21 åren från den 20 juli 1989 fram till sin senaste frigivning den 13 november 2010. Under denna tid kom Aung San Suu Kyi att bli en av världens mest kända och framgångsrika politiska fångar. 1991 tilldelas hon Nobels fredspris.
2017 uppmärksammades hon i samband med den statliga inblandningen i omfattande förföljelser mot den burmesiska minoriteten rohingya.

## Biografi

### Tidiga år och utlandsvistelser
Suu Kyi är det tredje barnet och enda dottern till Aung San, ansedd som grundare av dagens Myanmar. Fadern ledde under andra världskrigets slutskede en väpnad grupp som kämpade mot japanerna. Han grundade organisationen Anti-Fascist People's Freedom League som vid Burmas första allmänna val i april 1947 vann 248 av parlamentets 255 platser. Aung San fick bilda regering men i juli samma år mördades han när en grupp beväpnade män avbröt ett pågående regeringssammanträde. Hans änka Khin Kyi fortsatte med politik. När Suu Kyi var 15 år blev hennes mor utnämnd till ambassadör i Indien och Suu Kyi flyttade med henne till New Delhi.
Efter universitetsförberedande studier flyttade Suu Kyi till Storbritannien och tog examen i filosofi, ekonomi och statskunskap vid Saint Hugh's College i Oxford. I Oxford träffade hon Tibet-forskaren Michael Aris som hon gifte sig med. Paret flyttade till Bhutan där han arbetade vid regeringskansliet. Suu Kyi födde två söner och familjen flyttade 1975 till London. När hon 1988 genomförde doktorandstudier vid University of London drabbades hennes mor av hjärnblödning och Suu Kyi reste i april 1988 tillbaka till Burma.

### Politisk aktivism, val, första husarresten
I mars 1988 hade studenterna i Rangoon inlett protester mot regeringen och general Ne Win. Protesterna möttes med våld och flera studenter dödades i sammandrabbningar med polisen. När studenterna demonstrerade var en av deras ideologiska förebilder Aung San. Suu Kyi beslutade sig att ansluta sig till protesterna. Den 12 augusti avgick Sein Lwin som Burmas president. Kort efteråt utlovades fria val inom tre månader. Den 26 augusti 1988 höll Suu Kyi ett tal inför en halv miljon människor utanför Shwedagonpagoden i Rangoon. Den 24 september bildades Nationella demokratiska förbundet av Aung Gyi (ordförande), Tin Oo (vice ordförande) och Suu Kyi (partisekreterare).
Den 20 juli 1989 omringades Suu Kyis hus av soldater, och hon och andra ledare för partiet sattes i husarrest. Andra medlemmar av partiet sattes i fängelse. De utlovade parlamentsvalen hölls den 27 maj 1990, och NLD vann 59 procent av de nationella rösterna och 81 procent (392 av 485) av platserna i parlamentet, trots partiledarnas husarrest.
Efter valet förklarade regeringen att valet inte hade gällt platserna i parlamentet utan en församling för att föreslå en ny konstitution, och att regeringen inte skulle godta en konstitution utformad av Nationella demokratiska förbundet.
År 1991 tilldelades Aung San Suu Kyi Nobels fredspris. På grund av den dåvarande husarresten fick sönerna och maken Michael Aris vara ställföreträdande mottagare under ceremonierna i Oslo. Suu Kyi satt sedan i husarrest fram till den 10 juli 1995, varefter hon belades med reserestriktioner.
1997 fick Aris besked om att han hade prostatacancer, och det visade sig så småningom att den var obotlig. Trots uppvaktningar från USA och flera andra länder, samt prominenta världsledare som FN:s generalsekreterare Kofi Annan och påven Johannes Paulus II, vägrade den burmesiska regimen att bevilja honom visum för att besöka hustrun. Regimen skyllde på att man inte hade medicinska möjligheter att ta hand om honom, utan uppmanade i stället Aung San Suu Kyi att lämna landet för att besöka honom. Hon avböjde dock det erbjudandet, eftersom hon misstänkte att hon sedan inte skulle släppas tillbaka in i Burma.
Aris dog i London på sin 53-årsdag, den 27 mars 1999. Sedan 1989, då Aung San Suu Kyi första gången sattes i husarrest, fick han bara träffa henne fem gånger. Sista gången var julen 1995.

### Ny husarrest (2000–2010)
År 2000 sattes hon åter i husarrest efter att hon trotsat reserestriktioner och försökt åka till staden Mandalay. Hon släpptes 2002 men sattes i fängelse i Insein-fängelset i Rangoon ett år senare efter en sammanstötning mellan hennes anhängare och en regeringsstödd mobb. I september 2003 frigavs hon men var fortfarande i husarrest. Husarresten förlängdes ett år i maj 2007 och i maj 2008.
2005 tilldelades hon Olof Palmepriset.
I oktober 2007 lämnade hon sin bostad för att, av för omvärlden okänd anledning, föras till regimens gästhus i Naypyidaw.
I maj 2009 simmade en amerikan vid namn John Yettaw till hennes hus som ligger vid en sjö. Det innebar ett brott mot husarresten, som vid det laget nästan var över, och hon ställdes inför rätta. Tre månader senare dömdes hon till tre års fängelse och hårt straffarbete i rättegången. En av ministrarna i juntan ändrade domen till ett och ett halvt år i husarrest, motiverat med ”lugn och ro ska fortsätta råda”.

### Frisläppande, fortsatt politisk karriär
Fredagen den 12 november 2010 ryktades det att militärregimen hade beslutat om hennes frigivande nästa dag, då hennes husarrest skulle vara slut. Hon blev också frigiven dagen efter, den 13 november 2010 sedan val hållits i landet. Valet har kritiserats av omvärlden för att vara "riggat" av den styrande militärjuntan.
Vid fyllnadsval till parlamentet 2012 vann hennes parti en jordskredsseger och hon blev invald i parlamentet. Den 1 april 2012 meddelade hennes parti Nationella demokratiska förbundet att hon blivit vald till Pyithu Hluttaw, underhuset av Pyidaungsu Hluttaw och där hon representerar Kawhmus valkrets. Hennes parti vann också 43 av de 45 vakanta platserna i parlamentet. Valresultatet bekräftades av den officiella valkommission dagen efter.
2013 omvaldes Suu Kyi till NLD:s partiledare. Som ledare för NLD ledde hon partiet i 2015 års allmänna val, val som betecknats som landets första demokratiska. NLD segrade med stor majoritet, men dess partiledare kunde inte tillträda posten som Burmas president, eftersom författningen inte tillåter att en person med nära anknytning till en utländsk medborgare blir landets president. Suu Kyis barndomsvän och bundsförvant Htin Kyaw tillträdde därför på denna post, varefter det NLD-dominerade röstade igenom skapandet av den nya positionen statskansler. Suu Kyi valdes därefter till första innehavare av denna post, som kan jämföras med premiärminister (en position som upphörde genom beslut av militärjuntan 2011).
2017 uppmärksammades Aung San Suu Kyi negativt i samband med den statliga inblandningen i omfattande förföljelser mot den burmesiska minoriteten rohingya.
I november 2020 vann Suu Kyis parti NLD en övertygande seger i parlamentsvalet. Militären, som stödde oppositionen, hävdade att valfusk hade förekommit, men oberoende observatörer ansåg att valet gått rätt till. Den 1 februari 2021, timmar innan det nyvalda parlamentet skulle samlas, frihetsberövades Suu Kyi av militären i samband med en statskupp. Andra politiker från regeringspartiet NLD frihetsberövades också.
Den 6 december samma år kom beskedet via nyhetsbyrån AFP att Suu Kyi dömts till fyra års fängelse. Enligt militärjuntans talesperson Zaw Min dömdes hon för uppvigling mot militären samt för att ha brutit mot covid-regler. Fler rättsprocesser pågår och kan leda till längre straff.

## Betydelse och utmärkelser
Suu Kyi fick från 1988 fokus som den ledande i demokratirörelsen mot den burmesiska militärregimen. Under hennes långvariga husarrest fortsatte hon spela roll som enande kraft för demokratirörelsen, och hennes parti NLD vann slutligen 2015 en stor majoritet i Burmas parlament.
Hennes politiska kamp har uppmärksammats internationellt på olika sätt, och hon har fått motta en mängd utmärkelser. Hon mottog under 1990 både Raftos Minnespris och Sacharovpriset, och året efter tilldelades hon Nobels fredspris. År 1992 blev hon tilldelad Jawaharlal Nehrus Pris av den Indiska regeringen och International Simón Bolívar Prize av Venezuelas regering. Under 2007 gjorde Kanadas regering henne till kanadensisk hedersmedborgare; vid den här tidpunkten var hon en av fyra som någonsin blivit tilldelad detta. År 2011 mottog hon Wallenbergmedaljen.

### Utmärkelselistning
- Thorolf Raftos Minnespris (1990)
- Sacharovpriset (1991)
- Nobels fredspris (1991)
- Liberala internationalens frihetspris  (1995)
- Frihetsmedaljen (2000)
- Jawaharlal Nehrus Pris (1993)
- Olof Palmepriset (2005)
- Companions of the Order of Australias Hedersmedalj (Australiens högsta civila utmärkelse.)
- UNESCO Madanjeet Singh Prize for the Promotion of Tolerance & Non-Violence  (2002)
- Ambassador of Conscience Award 2009 (Amnesty International)

### Suu Kyi i kulturen
Det irländska rockbandet U2 tillägnade sin låt Walk On åt Aung San Suu Kyi. Låten finns på deras album All That You Can't Leave Behind.
2011 hade  Luc Bessons film The Lady premiär. Den är en filmisk biografi (biopic) om Aung San Suu Kyi.